# ビュッフェ

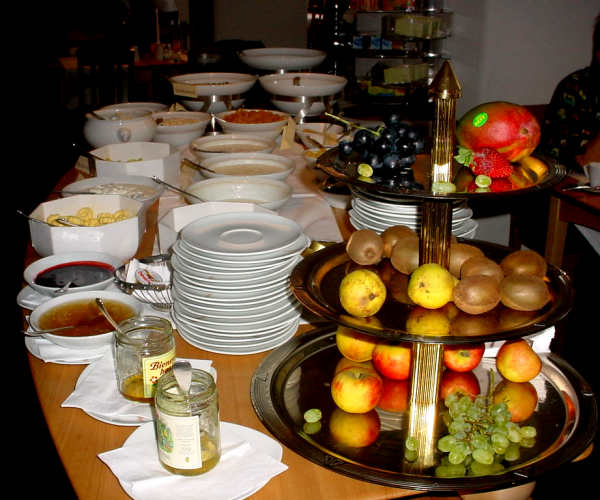
ブュッフェ

ブュッフェ（buffet）とはフランス語で立食形式での食事の意。日本語へのカナ転写では旧来よりブッフェ、もしくはビュフェなどとも表記される。
ブュッフェはフランス語ではもともと「飾り棚」を意味し、飾り棚に料理を並べて各自が料理を好きに取り分けて立食するスタイルを指した。メインテーブルに並べられた料理を各自が取り分ける立食形式の食事を「ブュッフェ」と呼ぶ。さらに客側がセルフサービスで料理を自由に皿に取り分けるスタイルそのものをブュッフェと称することもあり、その場合には立食形式のほかシッティング・ブュッフェ（元卓の料理をセルフサービスで取り分け自分のテーブルで着席して飲食する形式）を含む。
国際儀礼では立食形式のパーティが「レセプション」として開催されることがある。

## 特徴
ブュッフェスタイルでは料理が並べられたブュッフェテーブル（ブュッフェボード）に自由に移動して自らが食べる分だけ皿に取り分ける。来客者が全員着席して給仕人が料理をそれぞれに運ぶ形式のランチやディナーに比べるとインフォーマルな形式とされる。
ブュッフェスタイルは国際儀礼などでも用いられる形式であるが、マナーとして次のようなものがある。
- コース料理と同様に前菜、メイン、デザートの順に何回かに分けて料理をとる[1][4]。
- 立食形式では皿やグラスなどを一度に持ちすぎず、両手にお皿を持って歩かない[4][7]。
- 一般的に冷たい料理から温かい料理へと皿は並べられており、冷たい料理と温かい料理は混ざらないよう別の皿を使う[1][4][7]。またソースが混ざりそうな料理も一つの皿に組み合わせない[7]。
- メインテーブルにセットされている料理を取り分けるときは時計回りに取る[7]。
- 次の料理をとるときは一度使った皿は再度使わず新しい皿に取り替えてから料理を取る[4][7]（ブュッフェ形式では使った皿の枚数が多いほどマナーが良いという考え方がある[4]）。

## ブュッフェ・サービス
ブュッフェ・サービスとは、テーブルセッティングなどはサービス・スタッフが行うが、料理は客が自分の好きなものをブュッフェボードで自由に取り分けて客席に戻るサービス方法。アメリカやヨーロッパのホテルでは高級化されたブュッフェ・レストランが増加しているといわれ、日本のホテルではレストランでの朝食サービスなどに採用されている。
飲食店など商業目的で導入されるブュッフェ・サービス（バイキング形式）については「食べ放題」も参照。